# Birgitzer Alm

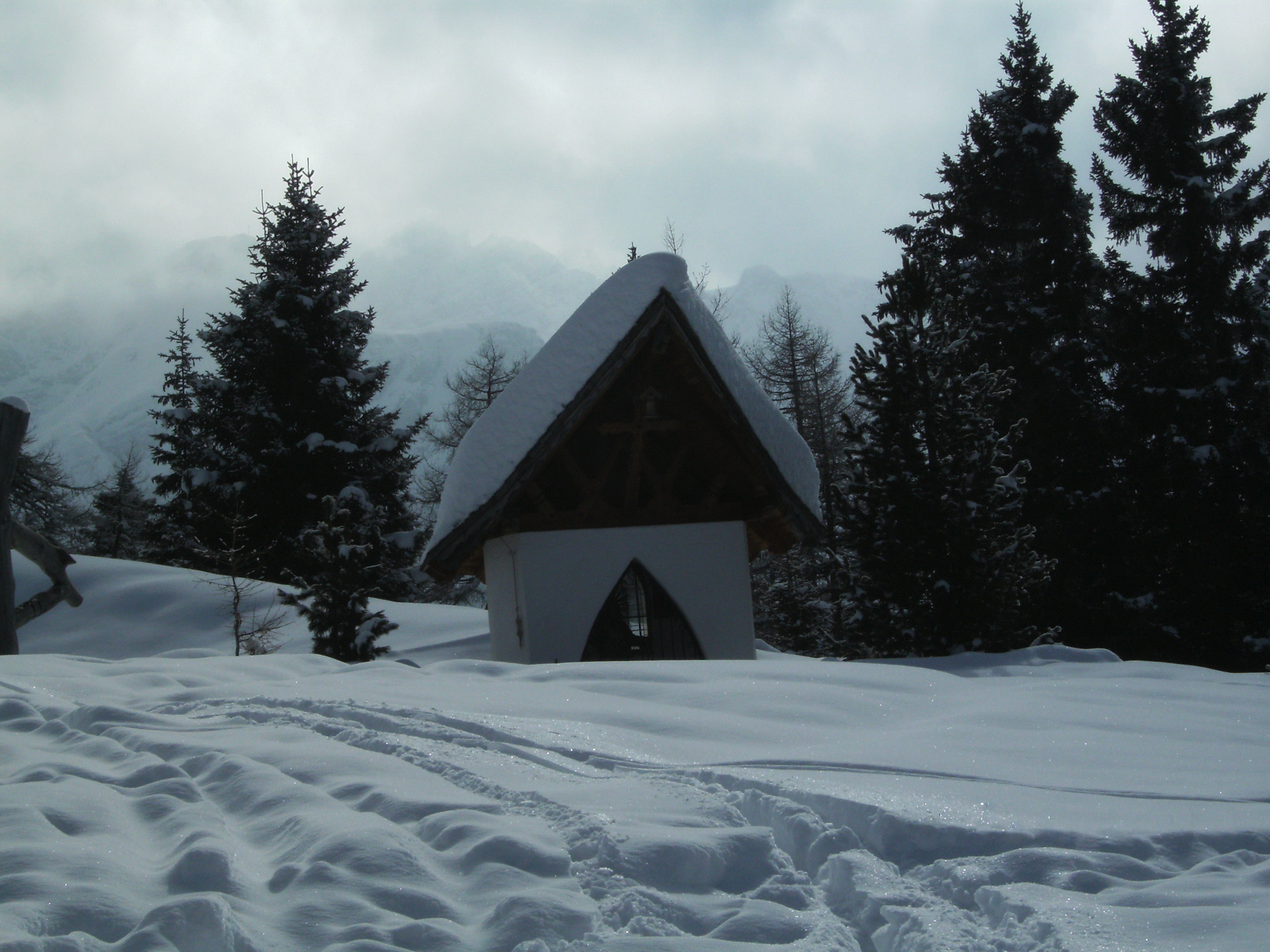
Kapelle auf der Birgitzer Alm im März 2010

Die Birgitzer Alm liegt in einer Höhe von 1808 m ü. A. unterhalb des Birgitzköpfls und der Saile (Nockspitze). In unmittelbarer Nähe befindet sich eine Kapelle.

## Wege und Touren

### Nachbarhütten
- Adolf-Pichler-Hütte (1977 m)
- Schlicker Alm (1616 m)
- Götzner Alm (1542 m)
- Mutterer Alm (1608 m)
- Birgitzköpflhütte (2037 m)
- Nockhof (1264 m)

### Tourismus

#### Sommer
Die Hütte kann Ausgangspunkt für folgenden Touren sein:	
- Hoadl (2340 m)
- Saile (Nockspitze) (2403 m)
- Ampferstein (2556 m)
- Marchreisenspitze (2620 m)
- Hochtennspitze (2549 m)
- Pfriemeswand (2103 m)
- Spitzmandl (2206 m)
- Birgitzköpfl (1982 m)

Der Forstweg über die Birgitzer Alm ist auch beliebte Mountainbike-Route.

#### Winter
Um die Hütte ist im Winter ein gutes Tourengebiet. Der Weg von Birgitz über den Adelshof zur Birgitzer Alm ist eine beliebte Rodelbahn.